# Weak (Skunk Anansie)
Weak è una canzone degli Skunk Anansie, pubblicata come loro quarto singolo, l'ultimo tratto dal loro album di debutto Paranoid & Sunburnt; questa canzone è stata usata come sigla di Sipario del TG4.

## Tracce

### CD single - CD1
| #  | Title           | Length |
| -- | --------------- | ------ |
| 1. | "Weak"          | 3:33   |
| 2. | "Selling Jesus" | 3:44   |
| 3. | "Tour Hymn"     | 3:18   |

### CD single - CD2
| #  | Title                                          | Length |
| -- | ---------------------------------------------- | ------ |
| 1. | "Weak (Ackee And Saltfish Mix)"                | 3:56   |
| 2. | "Charity (Clit Pop Mix)"                       | 4:34   |
| 3. | "100 Ways To Be A Good Girl (Anti Matter Mix)" | 4:32   |
| 4. | "Rise Up (Bonhamoon Mix)"                      | 5:00   |

## Classifiche
| Classifica (1996) | Posizione massima |
| ----------------- | ----------------- |
| Islanda           | 2                 |
| Paesi Bassi       | 31                |
| Regno Unito       | 20                |
| Svezia            | 12                |